# Пининг, Адольф-Корнелиус
Адольф-Корнелиус Пининг (нем. Adolf Cornelius Piening; 16 сентября 1910, Зюдеренде — 15 мая 1984, Киль) — немецкий офицер-подводник, капитан 3-го ранга (1 апреля 1943 года).

## Биография
9 октября 1930 года поступил на флот кадетом. 1 октября 1934 года произведен в лейтенанты. Служил на тяжелом крейсере «Дойчланд», миноносцах и торпедных катерах.

## Вторая мировая война
В октябре 1940 года переведен в подводный флот. В июне 1941 года совершил боевой поход на подлодке U-48.
23 августа 1941 года назначен командиром U-155, на которой совершил 8 походов (проведя в море в общей сложности 459 суток).
13 августа 1942 года награждён Рыцарским крестом Железного креста.
15 ноября 1942 года потопил британский эскортный авианосец «Авенджер» (водоизмещением 13 875 тонн).
Всего за время военных действий Пининг потопил 26 кораблей и судов общим водоизмещением 140 449 брт и повредил 1 судно водоизмещением 6736 брт.
В марте 1944 года назначен командиром 7-й флотилии подводных лодок в Сен-Назере.
30 апреля 1945 года Пининг вместе с последней оставшейся в его подчинении подлодкой U-255 покинул Францию. В мае 1945 года взят в плен и помещен в лагерь для военнопленных. В 1947 году освобожден. В 1956 году поступил на службу в ВМС ФРГ. В 1969 году вышел в отставку в звании капитана 1-го ранга.